# Jeremy Brockie
Jeremy Russell Brockie (* 7. Oktober 1987 in Christchurch) ist ein neuseeländischer ehemaliger Fußballspieler. Der Offensivspieler stand von 2018 bis 2020 beim südafrikanischen Erstligisten Mamelodi Sundowns unter Vertrag.

## Vereinskarriere
Brockie kam über die Nelson Suburbs 2004 zu Canterbury United, für die er in der Premierensaison der New Zealand Football Championship 16-jährig zu 15 Einsätzen kam. 2005 wechselte er zum neuseeländischen Vertreter der A-League, New Zealand Knights, und war eine der wenigen positiven Überraschungen des Klubs, der als abgeschlagener Tabellenletzter die Saison beendete. Nach dem Ende der Saison gab Brockie seinen Wechsel zum Ligameister Sydney FC bekannt, wegen der langen Ligapause spielte er aber zunächst noch einige Partien für Canterbury United. Bei Sydney gelang es dem Nachwuchstalent nicht, sich in der Mannschaft durchzusetzen, und er bat deshalb, unter anderem auch aus privaten Gründen, nach einem Jahr um Auflösung seines bis 2008 datierten Vertrages. Diesem Wunsch wurde von der Klubleitung entsprochen, und Brockie kehrte nach Neuseeland zu Hawke’s Bay United zurück. 2008 wechselte er ligaintern zu Team Wellington.
Zum Ende des Jahres unterschrieb er zur Saison 2009/10 einen Vertrag beim neu gegründeten A-League-Team North Queensland Fury. Bei Fury verpasste er den Saisonauftakt wegen einer in der Saisonvorbereitung zugezogenen Verletzung und debütierte erst am 11. Spieltag. Nach 14 Einsätzen in Folge endete für ihn die Saison wegen eines Beinbruchs auch vorzeitig. Zum Saisonende hin verließ er den Klub und unterschrieb einen Zwei-Jahres-Vertrag beim Ligakonkurrenten Newcastle United Jets. Nach zwei Jahren folgte der Wechsel zu Wellington Phoenix. 2013 spielte er ein halbes Jahr auf Leihbasis beim kanadischen Verein Toronto FC.
Anfang 2015 wechselte er nach Südafrika zu Erstligist SuperSport United und drei Jahre später weiter zu den Mamelodi Sundowns. Zur Saison 2019/20 wurde er an Maritzburg United verliehen. 2021 wechselte er nach Australien zu Edgeworth FC in die National Premier Leagues Northern NSW.

## Nationalmannschaft
Brockie gab sein Debüt in der A-Nationalmannschaft Neuseelands am 19. Februar 2006 in einem Freundschaftsspiel gegen Malaysia.
2007 spielte er mit der U-20-Nationalmannschaft bei der Junioren-Weltmeisterschaft in Kanada und kam beim Vorrundenaus in allen drei Partien über die volle Spielzeit zum Einsatz. 2008 nahm er mit der Olympiamannschaft als Stammspieler am olympischen Fußballturnier in China teil und erzielte das einzige neuseeländische Tor im Turnierverlauf.
Im Sommer 2009 gehörte er zum Aufgebot Neuseelands beim Konföderationen-Pokal in Südafrika, ein Jahr später nahm er mit Neuseeland an der Weltmeisterschaft in Südafrika teil. Beim Vorrundenaus, als Neuseeland Unentschieden gegen die Slowakei, Italien und Paraguay erzielte, kam er lediglich im letzten Gruppenspiele gegen Paraguay zu einem elfminütigen Einsatz. Nationaltrainer Ricki Herbert setzte während des Turniers im Angriff vorwiegend auf Shane Smeltz, Rory Fallon und Chris Killen.